# Ditrichocorycaeus erythraeus
Ditrichocorycaeus erythraeus – gatunek widłonoga z rodziny Corycaeidae. Opisał go szwedzki badacz Per Teodor Cleve, nadając mu nazwę Corycaeus erythraeus; opis ukazał się w 1904 roku. Miejsce typowe znajduje się na Morzu Czerwonym.